# Traktat waszyngtoński (1871)
Traktat waszyngtoński z roku 1871 (ang. Treaty of Washington) – traktat pokojowy wynegocjowany pomiędzy rządami USA, a Wielkiej Brytanii, kończący okres napięcia międzynarodowego, które datowało się od wojny secesyjnej oraz brytyjskiej okupacji Irlandii. Traktat rozwiązał takie sporne kwestie, jak roszczenia Alabamy, świńską wojnę, ataki Fenian na Kanadę i wiele pomniejszych kwestii. Traktat zainicjował także oficjalne stosunki międzynarodowe pomiędzy Stanami Zjednoczonymi a nowo powstałą Kanadą. Kanada, reprezentowana przez jej premiera Johna Macdonalda była jedną ze stron negocjacji.
Traktat załatwiał roszczenia związane z działaniem okrętu Alabama (zobacz Roszczenia Alabamy), podejmując bezprecedensową decyzję poddania kwestii pod arbitraż międzynarodowy. Międzynarodowa komisja zebrana w Genewie rozstrzygnęła spór w 1872. Została także załatwiona sprawa Fenian. USA zobowiązały się do użycia swych wpływów, by uniemożliwić ataki na Kanadę sił paramilitarnych tej organizacji prowadzone z terytorium USA. USA nie zgodziły się jednak na przyznanie Kanadzie rekompensaty finansowej za szkody poczynione przez Fenian w czasie ataków jakie miały miejsce w 1867. Traktat akceptował także międzynarodowy arbitraż rozwiązujący północno-zachodni spór graniczny (zobacz świńska wojna) i regulował stosunki graniczne między USA i Kanadą.